# 佐藤敏夫 (法曹)
佐藤敏夫（さとう としお、1928年〈昭和3年〉9月8日‐?）は、日本の弁護士、元・検察官、元・裁判官。元・北海道武蔵女子短期大学教授。北海道出身。札幌弁護士会所属。

## 略歴
1951年北海道大学法文学部卒業。同年、司法試験合格。1954年札幌地方検察庁検事。1954年旭川地方検察庁検事。1957年札幌地方裁判所岩見沢支部判事補。1961年東京地方裁判所判事補。1964年札幌地方裁判所判事補を経て、1968年札幌高等裁判所判事を経て、裁判所を退官。1969年弁護士登録。1970年北海道武蔵女子短期大学教養学科教授(~1983年)。1985年北海道弁護士会連合会理事長。また日本弁護士連合会副会長も兼職。その後、2006年ごろ逝去

## 受賞歴
- 勲三等瑞宝章（1999年）[3]

## 駐
1. ↑  『全裁判官経歴総覧　第5版』（公人社、2010年12月）p57
2. ↑  以上につき『北海道人物・人材リスト 2004 かーと』（日外アソシエーツ編集・発行、2003年12月）p985
3. ↑  『北海道人物・人材リスト 2004 かーと』（日外アソシエーツ編集・発行、2003年12月）p985

| スタブアイコン | サブスタブ | この項目は、まだ閲覧者の調べものの参照としては役立たない、人物に関連した書きかけの項目です。この項目を加筆・訂正などしてくださる協力者を求めています（P:人物伝/PJ:人物伝）。 |